# Pierre Goura
Pierre Goura est un homme politique français, puis congolais, né le 19 avril 1912 à Youa (Moyen-Congo) et mort le 24 septembre 1996 à Aubervilliers (Seine-Saint-Denis). Il fut sénateur de la IVe République française pour le Moyen-Congo (de 1955 à 1958), puis maire de Dolisie (1959-1963) ainsi que ministre des Finances de la République du Congo après l'indépendance du pays (1960-1963).

## Biographie
Pierre Goura est né dans le village de Youa, à l'époque situé au Moyen-Congo (aujourd'hui dans le district de Sibiti). Il étudie dans une école primaire catholique, puis devient commis dans les services administratifs du Territoire après l'obtention de son certificat d'études primaires. Il se consacre ensuite à l'exploitation forestière, étant propriétaire d'une coupe de bois située dans la province de Dolisie,. 
Membre du Parti progressiste congolais (PPC), il est élu en 1946 député de Niari à l'Assemblée territoriale et le reste jusqu'en 1957, année où il se représente mais est battu par Simon-Pierre Kikhounga-Ngot. En 1952, il est élu au Conseil du territoire, dont il préside la commission permanente, avant de devenir lui-même président de ce Conseil en 1954. 
Le 19 juin 1955, il est élu au Conseil de la République (France), devenant sénateur représentant la 2e section du Moyen-Congo. Il siège au sein de la Commission de la production industrielle, puis de celle de l'agriculture. D'abord rattaché au groupe de la Gauche démocratique et du RGR, il rejoint le groupe des Indépendants d'outre-mer à la fin de l'année 1955. 
En tant que sénateur, il s'exprime durant l'année 1955 au sujet des crédits militaires du ministère de la France d'outre-mer, ainsi que sur la réorganisation municipale de la France d'outre-mer. Puis, en 1956, il demande que le deuxième plan de modernisation et d'équipement ait plus d'impact en Afrique Équatoriale Française, et s'exprime également sur le projet de loi-cadre relatif aux territoires d'outre-mer. En juillet 1957, il déclare qu'il votera pour la ratification du traité sur le Marché commun européen, estimant que ce dernier peut améliorer le progrès économique et social en outre-mer. Il fait cependant part de ses inquiétudes, craignant que les populations autochtones ne soient pas considérées comme des partenaires à part entière au sein de la CEE.
En 1957, il devient membre de l'Union démocratique pour la défense des intérêts africains. Puis, les 2 et 3 juin 1958, il vote pour la révision constitutionnelle, ainsi que pour les pleins pouvoirs.
En 1959, il est élu maire de la ville de Dolisie. Puis, à la suite de l'indépendance du Congo en 1960, il participe à la création de la première République du Congo aux côtés du président Fulbert Youlou, dont il devient le ministre des Finances. En 1963, le gouvernement est renversé par le Mouvement national de la révolution (MNR) : Pierre Goura est alors arrêté et démis de ses fonctions. Il est jugé en juin 1965 par un « tribunal populaire », qui le condamne à 2 ans de prison avec sursis,.
Il se retire de la politique en 1970. Il meurt en France, dans la ville d'Aubervilliers (Seine-Saint-Denis), le 24 septembre 1996 à l'âge de 84 ans.